# Madame Hyde
Madame Hyde is een Frans-Belgische film uit 2017, geschreven en geregisseerd door Serge Bozon. De film ging op 6 augustus in première in de competitie van het internationaal filmfestival van Locarno.

## Verhaal
Madame Géguil is een excentrieke professor in de fysica die wordt veracht zowel door haar studenten als haar collega's in een middelbare beroepsschool ergens in een buitenwijk. Op een dag wordt ze getroffen door de bliksem en voelt in haar een nieuwe, mysterieuze en gevaarlijke energie.

## Rolverdeling
| Acteur           | Personage       |
| ---------------- | --------------- |
| Isabelle Huppert | Madame Géguil   |
| Romain Duris     | Directeur       |
| José Garcia      | Pierre Géguil   |
| Patricia Barzyk  | Het nichtje     |
| Charlotte Very   | Professor Frans |

## Prijzen en nominaties
De belangrijkste:
| Jaar | Prijs                                   | Categorie                          | Genomineerde(n)  | Uitslag  |
| ---- | --------------------------------------- | ---------------------------------- | ---------------- | -------- |
| 2017 | Internationaal filmfestival van Locarno | Gouden Luipaard voor beste actrice | Isabelle Huppert | Gewonnen |